# Cascades Kbal Chhay
Les cascades Kbal Chhay són unes cascades situades aproximadament a 7 km de la ciutat de Sihanoukville, al sud-oest de Cambodja, i després a altres 9 km al llarg d'una pista de pols vermella.
Fins al 1963, Kbal Chhay era una font per proporcionar aigua neta a Sihanoukville, però l'arranjament es va acabar quan es va convertir en un amagatall dels Khmers Rojos.
El 1998, la companyia Kok An va construir un camí a la zona per atraure turistes locals i internacionals. Actualment, el Reial Govern de Cambodja ha recuperat el control del lloc i, una vegada més, s'utilitza com a font d'aigua neta per a la ciutat propera.

## Galeria d'imatges

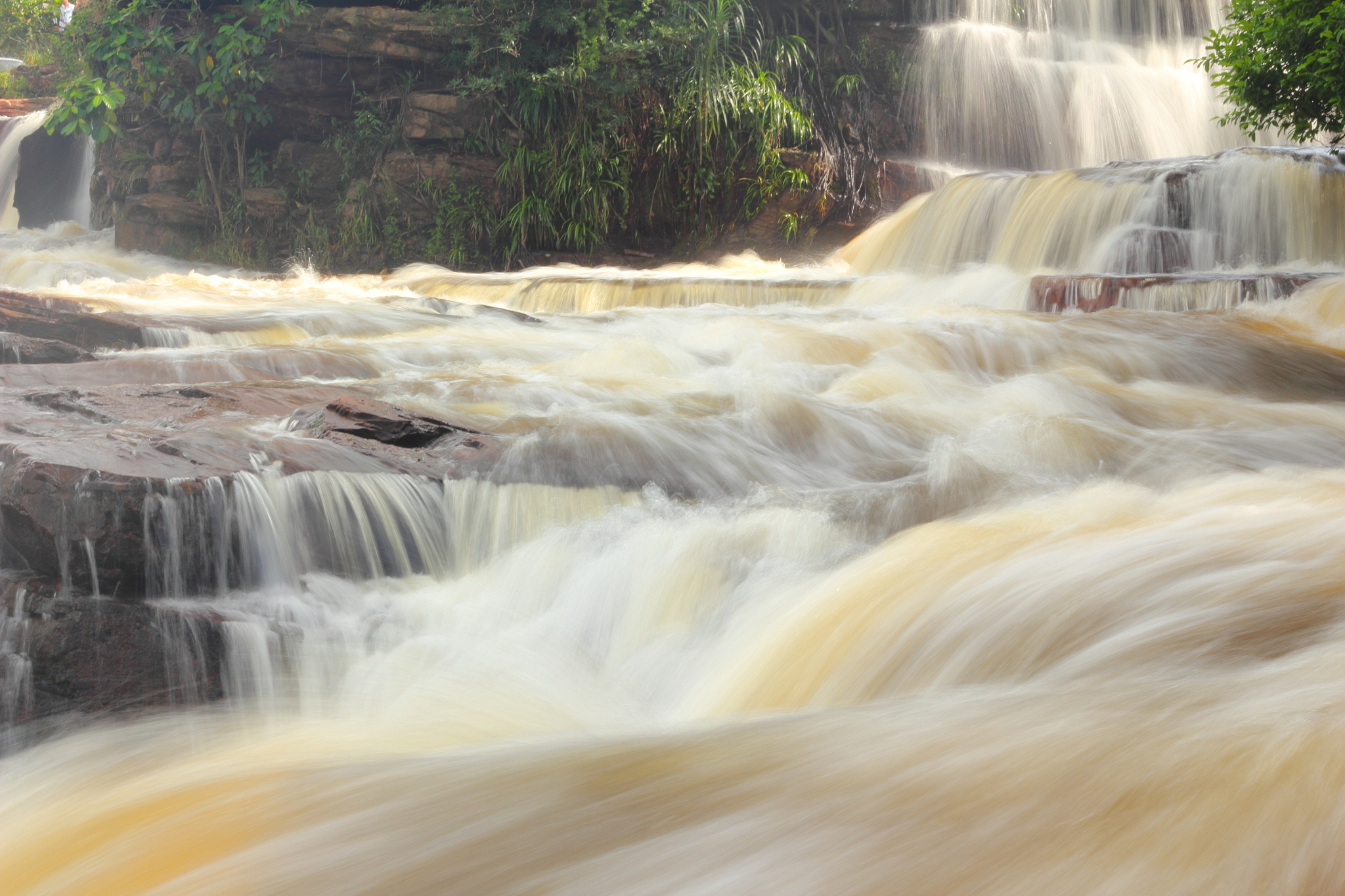
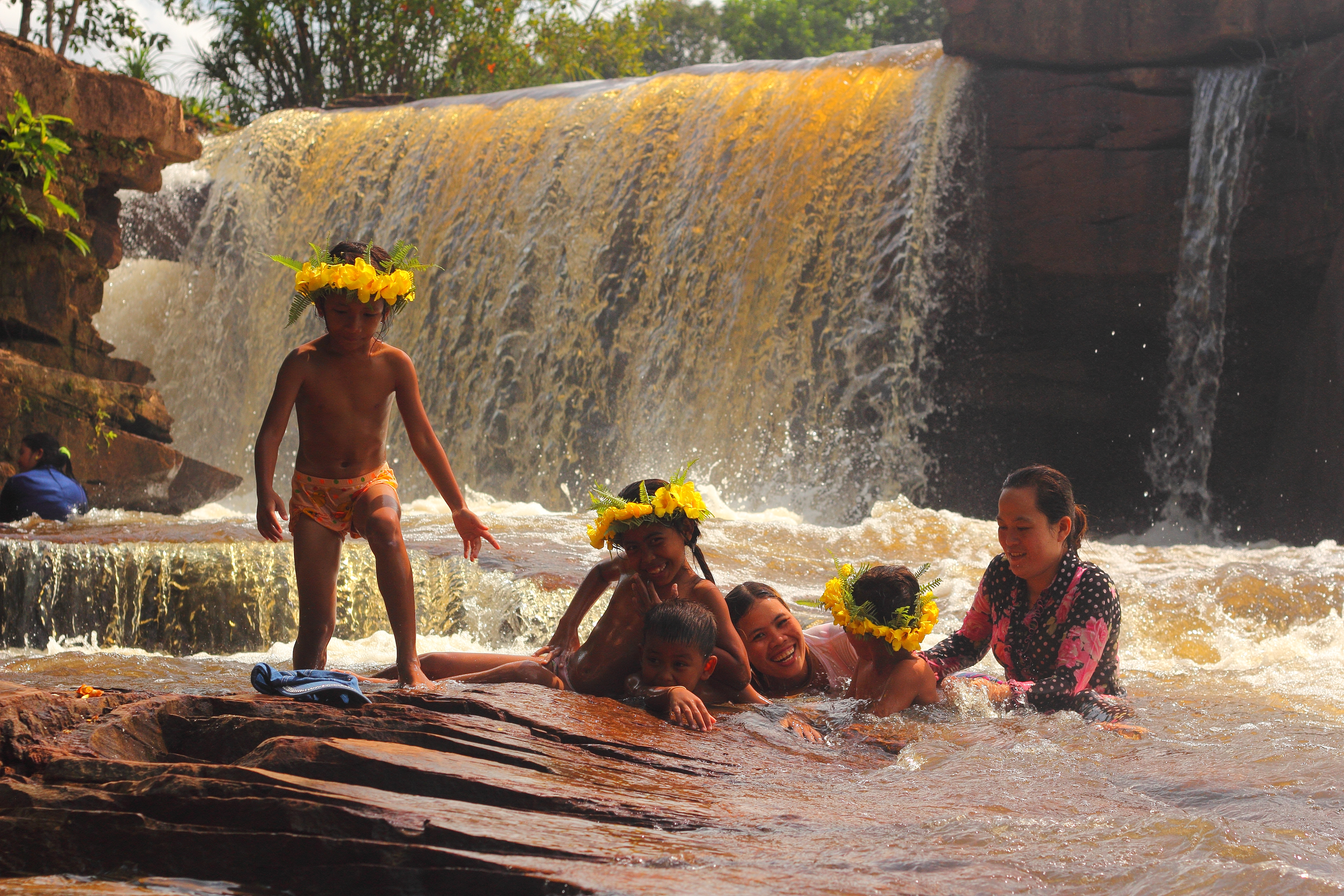
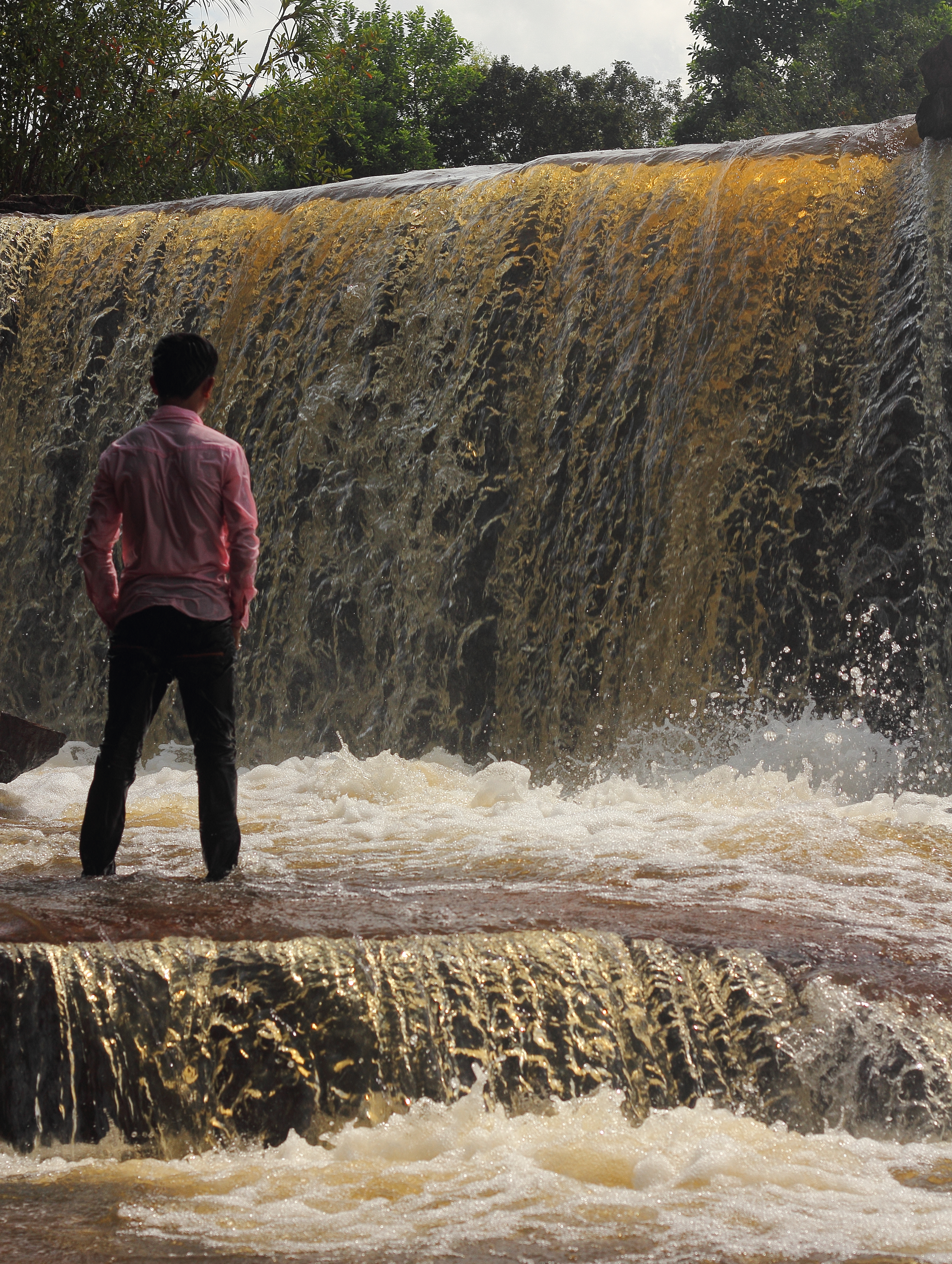
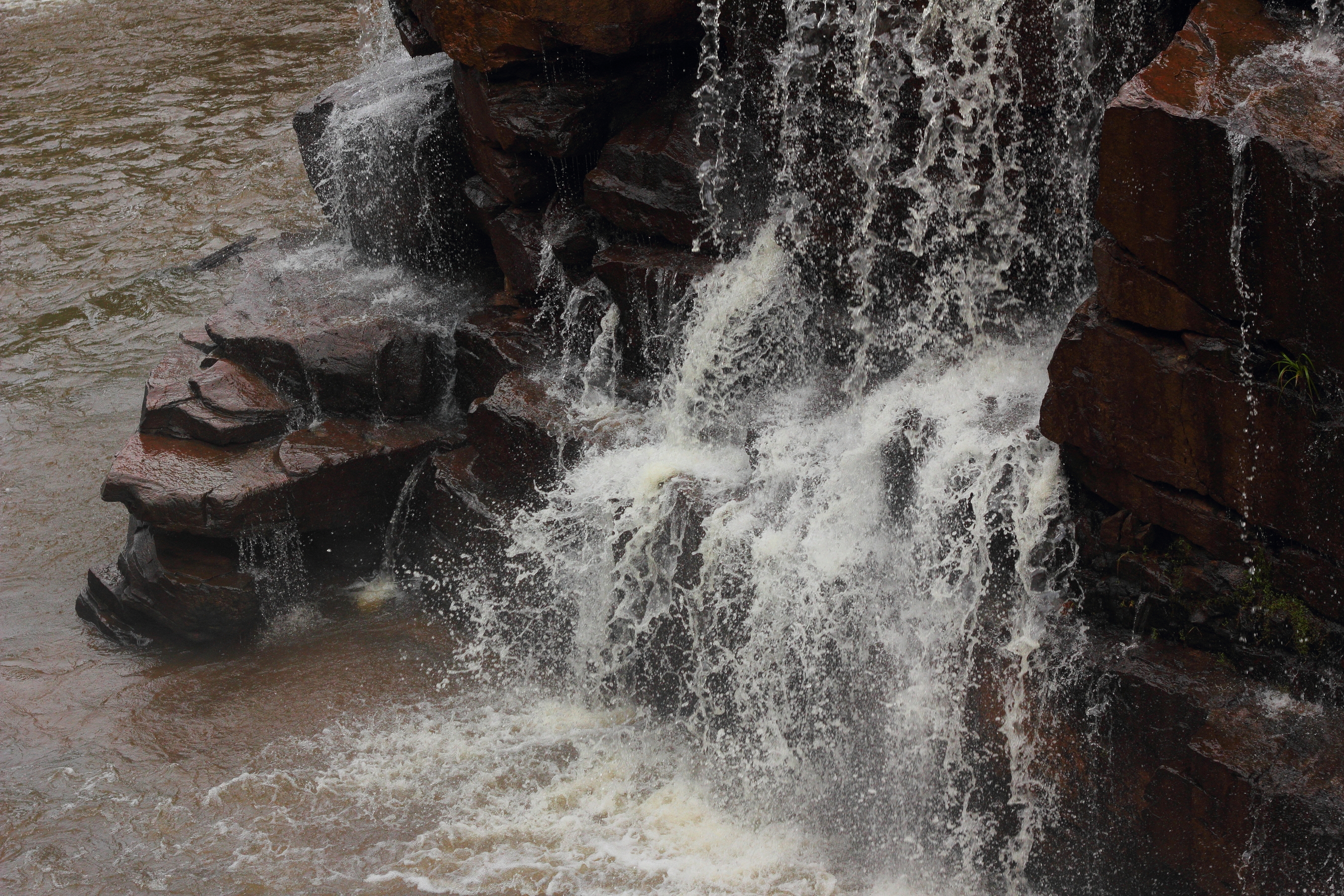
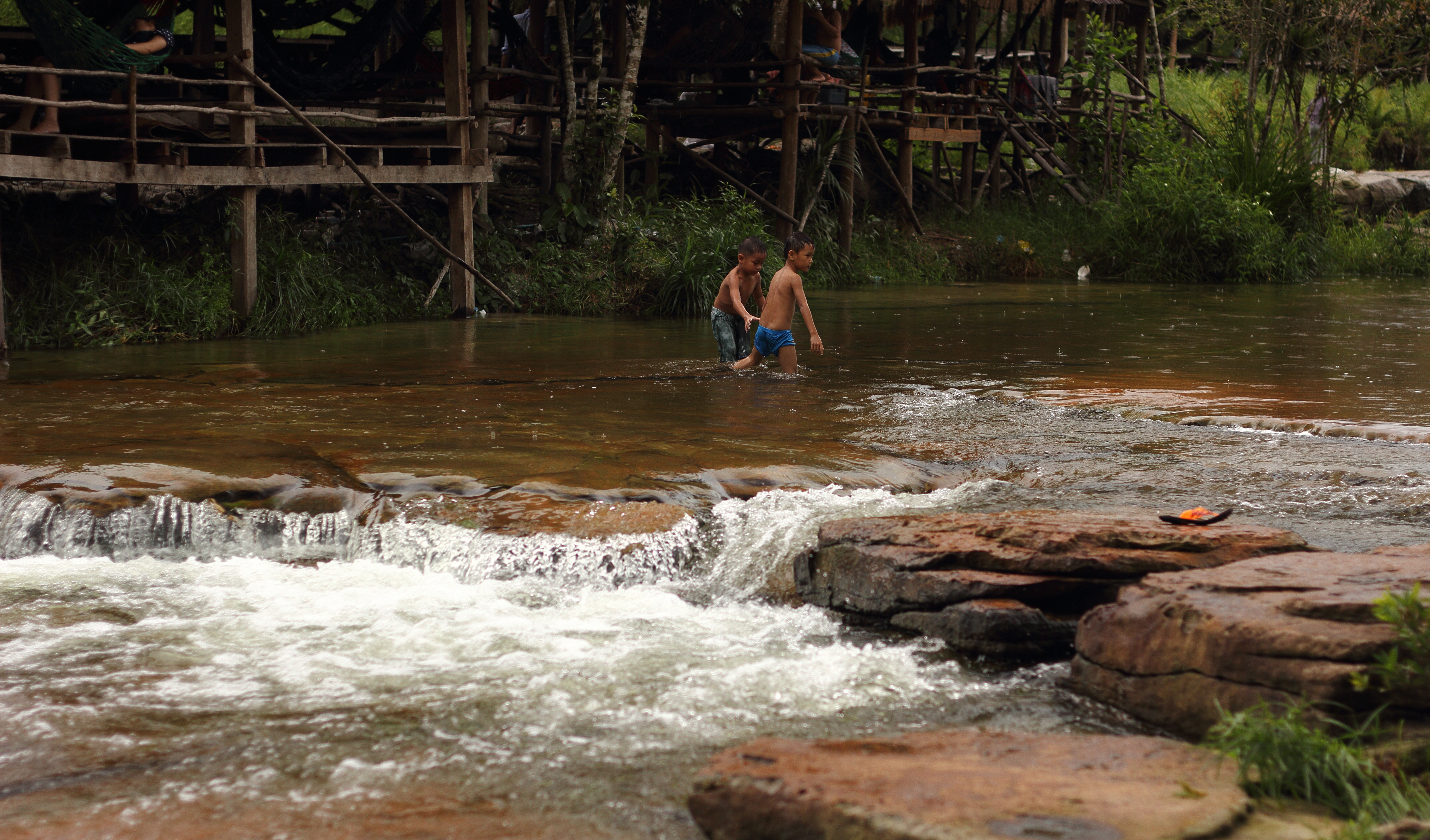